# 尖苞风毛菊
尖苞风毛菊（学名：Saussurea subulisquama）是菊科风毛菊属的植物，为中国的特有植物。分布于中国大陆的甘肃、青海、四川、云南等地，生长于海拔2,400米至3,500米的地区，一般生长在山坡草地，目前尚未由人工引种栽培。